# Habrotrocha leitgebii
Habrotrocha leitgebii is een raderdiertjessoort uit de familie Habrotrochidae. De wetenschappelijke naam van deze soort is voor het eerst geldig gepubliceerd in 1886 door Zelinka.